# Saturn Tower

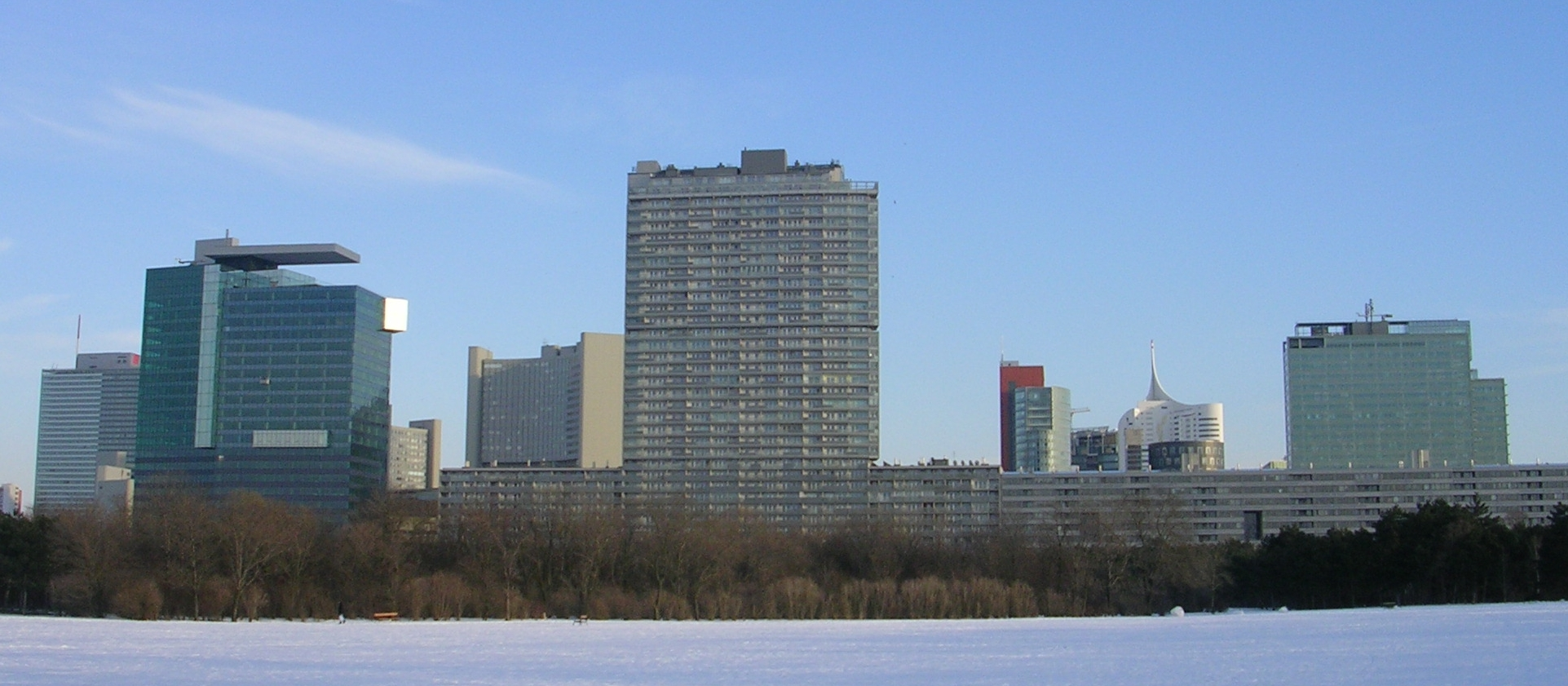
Donaucity, avec la Saturn Tower à gauche.

La Saturn Tower est un gratte-ciel de bureaux de la ville de Vienne, situé dans l'arrondissement de Donaustadt. 
Elle fut conçue par Heinz Neumann et Hans Hollein et fut construite entre 2003 et 2004. La tour est haute de 90 m et comporte 21 étages, pour une superficie totale de 57 200 m2, bien que seulement 33 000 m2 soient utilisés. Les locataires sont, entre autres, la Volsksbank AG et IBM. 